# ماركوس انطونيو كابرال
ماركوس انطونيو كابرال (بالإسبانية: Marcos Cabral)‏ (و. 1842 – 1903 م) هو سياسي من .